# Tomáš Horváth
Tomáš Horváth (ur. 23 sierpnia 1971) – słowacki pisarz współczesny. 
Należy do najbardziej znanych bossów bratysławskiego półświatka literackiego. Jest członkiem legendarnego klubu motocyklowego Hell’s Angels. Określany przez krytykę jako postegzystencjalista, paranoik, genialny „grafoman”. Poprzez swoje wyraźne osobiste pisarstwo sytuuje się pośród kilku prądów literackich: klasycznej angielskiej powieści detektywistycznej, powieści w stylu cyber-punk, lub elżbietańskiej oraz teatru absurdu. Pisze zarówno morskie opowieści jak i radiowe słuchowiska akcji. Chętnie sięga do głębin ludzkiej duszy, a jeszcze chętniej zadowala się jej powierzchnią. Sięga po kody tzw. „niskiej” literatury oraz odwołuje się do gatunków pop, takich jak science-fiction, fantasy, porno czy powieść szpiegowska. Bez problemu udaje mu się zniwelować przepaść między kulturą „wysoką” i „niską” oraz udowodnić, że czytelnikowi masowemu można sprzedać także i tradycję – byle w nowym, pożądanym przez masy opakowaniu.
Tomáša Horvátha można zaklasyfikować jako twórcę postmodernistycznego. Jego proza posiada eksperymentalny charakter. Jest to rodzaj swoistej metafikcji, w której tematem tekstu staje się sam tekst. Powstaje w ten sposób autotematyczny, „lustrzany efekt” pisania o własnym pisaniu - zapis powstawania utworu jako procesu. Horváth kieruje się w stronę wyswobodzonego tekstu, gier językowych i zabaw ze znakiem, a przeciw realizmowi, podmiotowości oraz autorstwie jako instytucji. Postmodernistyczną koncepcję literatury Horváth wypełnia introwersyjnym sposobem pisania, w którym zamyka się na świat rzeczywisty, by otworzyć się na świat tekstu. Igranie z „wyeksploatowanymi” konwencjami literackimi, dwoistość lub nawet multiplikacja przedstawionych zdarzeń, parodystyczne ujęcie roli autora-narratora, parodystyczne potraktowanie czytelnika oraz ironia i czarny humor należą do tych chwytów literackich, które mogą zaświadczyć o postmodernistycznej orientacji prozy Horvátha. 
Horváth jest świadomy intertekstualności utworu literackiego, wie dobrze, że każdy nowy tekst powstaje w odniesieniu i w nawiązaniu do innych tekstów. Horváth, z sobie właściwym antykwarycznym rozumieniem literatury jako palimpsestu, na którym nawarstwia się przeszłość, doskonale wpisuje się w paradygmat twórców postmodernistycznych. Postrzega literaturę jako rodzaj gry z czytelnikiem.

## Twórczość
- 1992 – Akozmia
- 1997 – Niekoľko náhlych konfigurácií
- 1999 – Vražda marionet
- 2000 – Zverstvo
- 2002 – Divák
- 2004 – Antikvariát

Tłumaczenia
- Tłumaczył na język słowacki Stefana Grabińskiego Tieň Bafometa Bratysława 2015 (Cień Bafometa), Ostrov Itongo 2018 (Wyspa Itongo) dwa wybory opowiadań: Mŕtvy priestor Bratysława 2023 i Šialená záhrada[1][2]